# Dreptul de a te naște (film din 1966)
Dreptul de a te naște (titlul original: în spaniolă El derecho de nacer) este un film dramatic mexican, realizat în 1966 de regizorul Tito Davison, după piesa de teatru radiofonic omonimă a lui Félix B. Caignet, protagoniști fiind actorii Aurora Bautista, Julio Alemán, Maricruz Olivier, Jorge Salcedo. 

## Distribuție
- Aurora Bautista – María Elena del Junco
- Julio Alemán – Alberto Limonta
- Maricruz Olivier – Isabel Cristina
- Jorge Salcedo – Jorge Luis
- Marilú Elízaga – doña Clemencia
- Augusto Benedico – Ricardo
- Irma Lozano – Anita
- Tamara Garina – Condesa
- Juan José Laboriel – Bruno
- Juan Antonio Edwards – Albertico
- Roberto Cañedo – Alfredo
- Adriana Roel – femeia însărcinată
- Fernando Wagner – Dr. Steiner
- Xavier Loyá – Osvaldo
- Eusebia Cosme – Mamá Dolores
- Fernando Soler – don Rafael